# Викулов, Алексей Юрьевич
Алексей Юрьевич Викулов (род. 14 апреля 1995, Балей, Забайкальский край, Россия) — российский легкоатлет, специализирующийся в кроссе и беге на длинные дистанции. Серебряный призёр Чемпионата Европы по кроссу 2013 среди юниоров, дважды чемпион России по легкой атлетике 2018 (весна и осень). Мастер спорта России.

## Биография
Родился 14 апреля 1995 года в городе Балей. С первого по девятый класс учился в средней общеобразовательной школе № 43 в городе Чита. Легкой атлетикой занялся в 2007 году под руководством тренера Байслановой Ларисы Васильевны. С девятого по одиннадцатый класс учился в спортивном классе школы № 1. В юношеские годы специализировался на дистанциях 1500 и 3000 метров, на которых завоевал ряд титулов на зональном уровне.
В 2013 году поступил в Новосибирский Государственный Технический Университет на факультет радиотехники, электроники и физики, где продолжил свою спортивную деятельность, но уже под руководством Наумова Сергея Викторовича. В этом же году на осеннем чемпионате и первенстве России по кроссу на дистанции 6 км среди юниоров заняв 4 место, обеспечил себе место в сборной России по легкой атлетике на предстоящий старт чемпионата Европы по кроссу 2013 в городе Белград, Сербия, где вместе с Михаилом Стрелковым, Виктором Бахаревым, Александром Новиковым и Вильданом Гадельшиным взяли серебро в командном зачете среди юниоров.
На следующий год перевелся на факультет мехатроники и автоматизации. В 2017 году продолжил обучение и поступил в магистратуру в Новосибирский Государственный Аграрный Университет на биолого-технический факультет, специальность биология. В этом же году занял первое место на дистанции 10 километров на первенстве России по лёгкой атлетике среди молодёжи в Саранске.
В 2018 году Алексей один из немногих[уточнить] легкоатлетов России, кто дважды за год стал Чемпионом России по легкоатлетическому кроссу: первый раз весной в Жуковском, второй — осенью в Оренбурге. Этим золотым дублем Алексей обеспечил себе победу в Гран-при России по кроссу.

## Основные результаты
| Год  | Турнир                                                                                                 | Место проведения        | Дисциплина | Место | Результат |
| ---- | --- | ----------------------- | ---------- | ----- | --------- |
| 2013 | National Junior Championships Age 19 2013-06-14                                                        | Казань, Россия          | 5000 м     | 4-е   | 14:42.76  |
| 2013 | National Junior Championships Age 19 2013-06-14                                                        | Казань, Россия          | 10 000 м   | 3-е   | 31:18.07  |
| 2015 | National U23 Championships Age 22 2015-06-15                                                           | Саранск, Россия         | 5000 м     | 5-е   | 14:36.12  |
| 2016 | Чемпионат и первенства Сибирского ФО в помещении 2016, Юниоры до 23 лет                                | Иркутск, Россия         | 3000 м     | 2-е   | 8:19.42   |
| 2016 | Чемпионат России 2016 года в помещении                                                                 | Москва, Россия          | 5000 м     | 20-е  | 14:32.21  |
| 2016 | Чемпионат и первенство России среди молодежи, юниоров, юношей и девушек по кроссу                      | Оренбург, Россия        | 10 км      | 5-е   | 33:01     |
| 2017 | Первенство России среди молодежи в помещении 2017                                                      | Санкт-Петербург, Россия | 3000 м     | 6-е   | 8:19:90   |
| 2017 | Первенство России среди молодежи в помещении 2017                                                      | Санкт-Петербург, Россия | 1500 м     | 12-е  | 3:53.98   |
| 2017 | Чемпионат и первенство России среди молодежи, юниоров, юношей и девушек по кроссу 28.04.2017           | Жуковский, Россия       | 8 км       | 5-е   | 23:47     |
| 2017 | Первенство России среди молодежи                                                                       | Саранск, Россия         | 10 000 м   | 1-е   | 30:08.51  |
| 2018 | Чемпионат России по кроссу                                                                             | Жуковский, Россия       | 8 км       | 1-е   | 23:22     |
| 2018 | Чемпионат России и первенство России среди юниоров и юниорок до 23 лет (96-98гг.р.) по бегу на 10000 м | Жуковский, Россия       | 10 000 м   | 9-е   | 29:05.81  |
| 2018 | Чемпионат России по кроссу                                                                             | Оренбург, Россия        | 10 км      | 1-е   | 32:37     |
| 2019 | Чемпионат России в помещении                                                                           | Москва, Россия          | 3000 м     | 25-е  | 8:16.69   |
| 2019 | Чемпионат России в помещении                                                                           | Москва, Россия          | 5000 м     | 11-е  | 14:13.65  |
| 2019 | Чемпионат России по кроссу                                                                             | Суздаль, Россия         | 8 км       | 4-е   | 24:40     |

## Список примечаний
1. ↑  Чемпионат России по кроссу 2013 (осенний) 2013, Кросс 6 км (юниоры), Мужчины. www.trackandfield.ru. Дата обращения: 13 мая 2019. Архивировано 13 мая 2019 года.
2. ↑  Легкоатлет из Забайкалья выиграл первенство России в Саранске. www.chita.ru (27 июня 2017). Дата обращения: 13 мая 2019. Архивировано 13 мая 2019 года.
3. ↑  Чемпионат и первенства России по легкоатлетическому кроссу (г. Оренбург) - 22 Октября 2018 - МБУ СШОР "Фламинго" по легкой атлетике. flamingo-nsk.ru. Дата обращения: 13 мая 2019. Архивировано 18 ноября 2018 года.
4. ↑  Легкая атлетика России - Викулов Алексей Юрьевич. sport.rusathletics.com. Дата обращения: 13 мая 2019. Архивировано 13 мая 2019 года.